# 西野創人
西野 創人（にしの そうと、1991年〈平成3年〉9月21日 - ）は、吉本興業に所属する日本のお笑いタレント。お笑いコンビ・コロコロチキチキペッパーズのツッコミ（ネタによってボケ）・ネタ作り担当。相方はナダル。

## 来歴
大阪府豊中市出身（出生は鳥取県）。
父親から「大学に行かされへん」と言われ、何もすることがなくなったことから、中学時代の文化祭で漫才を演じた時の楽しさを思い出し芸人を目指すようになった。
少年時代に好きだったお笑い番組は『爆笑レッドシアター』『エンタの神様』。好きだった芸人はアクセルホッパーと2700。
2010年、NSC大阪校に入学（33期生）。入学時の同じクラスに後の相方となるナダルがいたが、のちにAクラス（高成績組）へ振り分けられる。現在以前はコンビ「チョコレートマカロン」を組んでいた。
2012年4月を以てチョコレートマカロンを解散後、なかなかコンビを組めなかったところ最後の手段として、10人目に同期でうだつの上がらない下位成績組であるC4クラスのナダルを誘い、「コロコロチキチキペッパーズ」を結成。なお、声をかけた当初は結成を断られていた。
2015年、キングオブコント2015で優勝を果たす。
2016年4月、コンビの活動拠点を東京に移した。
2017年9月17日、大阪時代から交際していた一般女性と結婚。
2020年10月27日、第1子となる男児が誕生。

## 人物
身長170 cm。体重66 kg。血液型はO型。

### 特徴
- 普段は温厚そうでよく笑っているが、実際は非常に狡猾な一面があり裏表が激しい。ナダルによれば「単にブレインぽい感じを出してるだけ」だという。また時折、ナダル以上に失礼な言動を見せることもある。
- 風貌がOfficial髭男dismの藤原聡に似ているとよく言われている[4]。なお、藤原とは同い年かつ鳥取県生まれという共通点がある。
- 辛党で、泥酔すると大学生のように酒乱となる。また、次の日に喉をやられてしまうことがある。
- 常に周囲の目を意識し、可愛く見られたいと考えながら行動している。ダボっとした服装の自撮りをSNSに掲載したり、小動物と写真に映ることや前歯を出すことを意識している。
- 相方・ナダルとの格差が年々広がっていることに悩んでいる[5]。
- プライドが高く、ナダルが自尊心を踏み躙るようなエピソードを話すと手を出してしまう傾向がある。
- 趣味は草野球で、トータルテンボスの藤田憲右率いるチームに所属している。恋愛番組視聴、古着屋巡りも趣味に挙げている。
- 特技は野球（高校時代に大阪大会ベスト8）、デコピン。
- 尊敬している芸人は藤本敏史、宮迫博之、渡部建、小沢一敬、松本人志、木下隆行。
- パンサーの向井慧に影響されて一時期「反省ノート」を書いていたが、内容が薄かったためすぐにやめてしまった。

### 家族
祖父は映画音楽家。
実父はデザイナーで、グンゼのボクサーパンツのロゴデザインを担当したことがある。2020年10月31日に「父が記憶喪失になりました」というタイトルで西野はブログを更新した。父はバイク走行中に転倒し、一命は取り留めたものの「頭蓋骨骨折の重傷」と診断を受けた。記憶喪失にはなったものの、西野の名前と西野の妹の名前だけは覚えていた。
西野の妻は元ギャルでお笑い芸人のエルフ荒川のコスメブランドを使用している。

## エピソード
- 小学4年の頃までは静かな子供であったが、初めての劇で誰もやりたがらない村長の役を西野は率先して引き受けた。その際、老人の声を出しながら演技してみると周りからウケて友達ができた。
- 初めて彼女ができたのは中学1年時で、他校の生徒であるBちゃんだった。ある時に1中の男子と1中の西野、2中の女子2人とWデートとしてボーリング場に行って負けた方は彼女とキスをするという対決を行い、西野チームは負けた。しかし当時の西野とBちゃんは付き合っておらず、キスはせずに解散した。西野はBちゃんと帰り道が同じだったため、一緒に帰宅している途中にBちゃんが突然「公園寄ろう」と言い出して手を繋ぎ始め、西野は「ここや!」と思い立って「実はBちゃんのことが好きで中学は別やけどデートとかしたいし付き合いたい」と告白したところ、Bちゃんは「私も付き合いたい」と受け入れた。直後にBちゃんが「そういえば、さっきチュウしてなかったよね。じゃあ、しようか」と提案したのが西野にとってのファーストキスである。

## 出演
テレビ
- 浜ちゃんが!（読売テレビ）- 進行として不定期出演。